# Hot Cross
Hot Cross war eine 2000 gegründete Post-Hardcore/Screamo-Band aus Philadelphia. Die Band gab am 7. Juli 2007 an, „auf unbestimmte Zeit inaktiv“ („indefinitely inactive“) zu sein.

## Geschichte
Hot Cross wird im Winter 2000 von Greg Drudy (Saetia, Interpol), Matt Smith (Off Minor), Casey Boland (You and I) und Josh Jakubowski (Neil Perry, The Now und Joshua Fit For Battle) als Freizeitprojekt gegründet. Nach einigen Liveauftritten schicken sie eine Proberaumaufnahme an Billy Werner, den ehemaligen Sänger von Greg Drudys früherer Band Saetia. Dieser ist begeistert, bricht sein Studium in England ab und tritt der Band bei.
Die Debüt-EP A New Set of Lungs erscheint im März 2001. Die 7 Songs werden innerhalb von 3 Monaten geschrieben und an einem Wochenende eingespielt. Der Sound klingt reichlich ungestüm und unreif, trotzdem ist die EP innerhalb weniger Wochen ausverkauft. 2002 tourt die Band durch Europa und Japan. Im März 2003 erscheint die erste LP Cryonics. Die Band ist mit den Songs unzufrieden und spielt nur den Song Dissertation: 14 ein einziges Mal live. Vor den nächsten Aufnahmen kommt es zu internen Wechseln an den Instrumenten und Matt Smith (bisher Gitarre) und Josh Jakubowski (bisher Bass) wechseln ihr jeweiliges Instrument, da beide nicht das Instrument spielten, was sie ursprünglich lernten. Fair Trades & Farewells erscheint im Mai 2005. Auf der anschließenden Tour spielen Hot Cross knapp 200 Konzerte und fangen anschließend an, neue Songs zu schreiben. Nachdem 6 Songs geschrieben waren verlässt Josh Jakubowski die Band und zwingt die verbleibenden Mitglieder, die Songs von zwei auf eine Gitarre zu reduzieren, da sie keinen neuen Gitarristen in der Band haben wollten. Nachdem Anfang 2006 alle Songs fertig waren, begaben sich Hot Cross im Sommer 2006 ins Studio um die Platte aufzunehmen. Nach 9 Tagen im Studio waren die 4 Bandmitglieder äußerst unzufrieden mit den Aufnahmen und riefen Jakubowski an, der inzwischen als Tontechniker arbeitete. Dieser half der Band beim Aufnehmen der Songs, stieg aber nicht wieder in die Band ein.
Ihr Stil ist, stark beeinflusst von Drive Like Jehu, von komplexem Gitarrenspiel und duellierenden Gitarren geprägt.

## Diskografie

### Splits
- Hot Cross/Light the Fuse And Run (2003, Level Plane / Elictric Human Project (USA) / Sonzai (JP) / Nova (EU))
- Hot Cross/Lickgoldensky (2004, Level Plane / Watson and the Shark)
- Hot Cross/The Holy Shroud (Level Plane (USA) / Paranoid Records (EU))

### EPs
- A New Set of Lungs (2001, Robodog, Re-Release: Level Plane (USA) / Sonzai (Japan) / Nova (EU))
- Fair Trades & Farewells (2004, Level Plane (USA) / Sonzai (JP))

### Alben
- Cryonics (2003, Level Plane (USA) / Sonzai (JP) / Nova (EU))
- Risk Revival (2007)

### Samplerbeiträge
- Better a Corpse than a Nun auf 80 Records And We’re Not Broke (Yet) (2005, Level Plane)
- Tacoma auf Protect (2005, Fat Wreck Chords)